# Baqiao, Chongqing
Baqiao (kinesiska: 八桥) är en köping i sydvästra Kina. Den ligger i stadsdistriktet Dadukou i storstadsområdet Chongqing, omkring 13 kilometer sydväst om det centrala stadsdistriktet Yuzhong. Antalet invånare är 36664. Befolkningen består av 16 339 kvinnor och 20 325 män. Barn under 15 år utgör 9,0 %, vuxna 15-64 år 86 %, och äldre över 65 år 4,0 %.